# Marta Lach
Marta Lach (* 31. Mai 1997 in Wadowice) ist eine polnische Radsportlerin, die auf der Straße aktiv ist.

## Sportliche Laufbahn

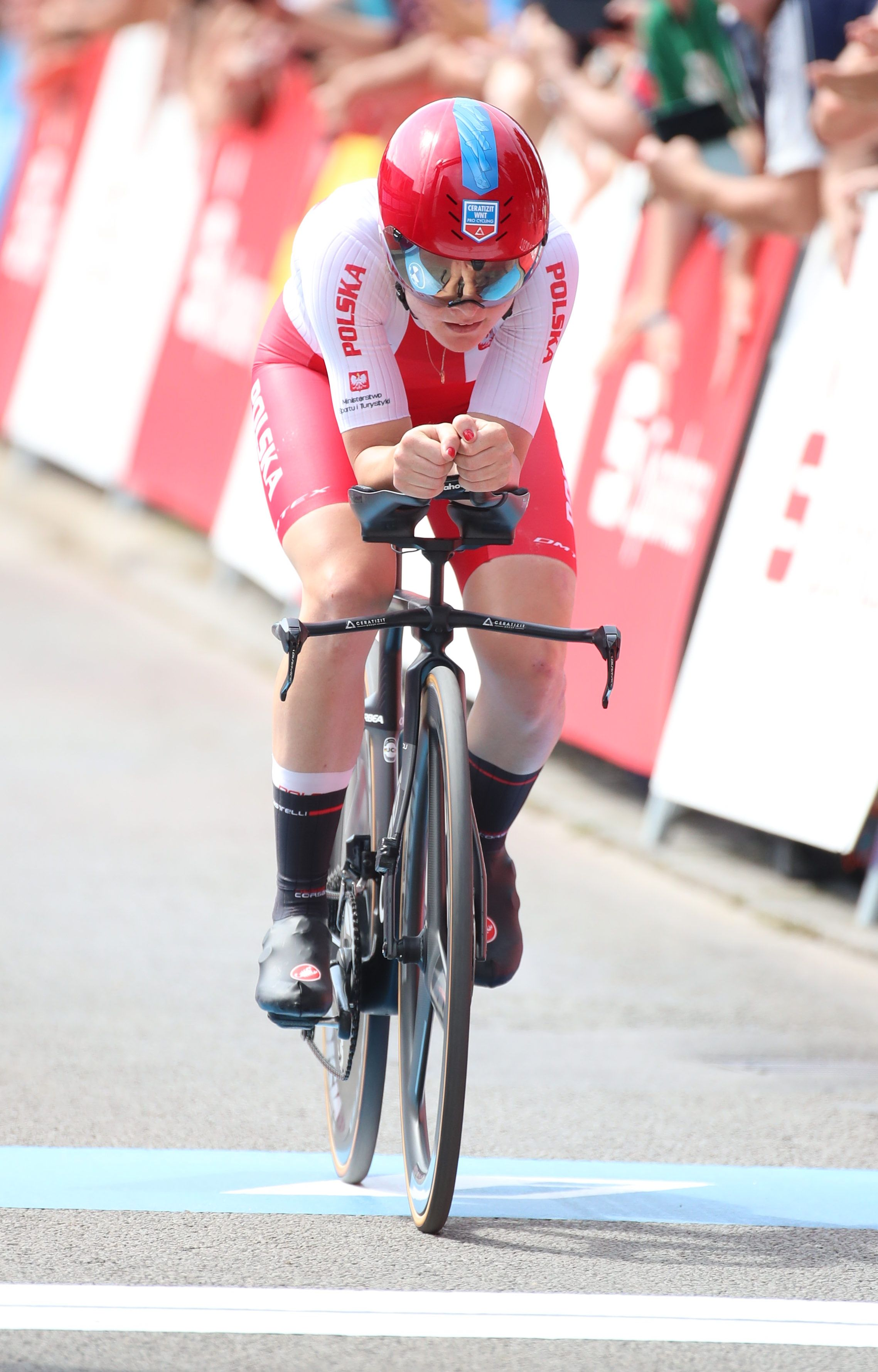
Lach bei den European Championships 2022

2014 wurde Marta Lach polnische Junioren-Meisterin im Straßenrennen, in den folgenden Jahren bis 2020 nahm sie zwei Mal als Juniorin und fünf Mal als Elite-Fahrerin an Straßenradsport-Weltmeisterschaften teil, jedoch ohne vordere Platzierung. Bei den U23-Straßeneuropameisterschaften 2019 errang sie die Silbermedaille im Straßenrennen der U23.
2020 wurde Lach polnische Meisterin im Straßenrennen der Elite. 2021 startete sie im Straßenrennen der Olympischen Spiele in Tokio und belegte den 18. Platz. Sie fuhr in der Tour de France Femmes 2022, die sie nicht beendete, und der Tour de France Femmes 2023. Der Gewinn der dritten Etappe der Tour de Romandie Féminin 2022 war ihr erster Sieg auf der UCI Women’s WorldTour. Im Herbst 2023 gewann sie das Eintagesrennen Grand Prix de Fourmies, nachdem sie sich 25 km lang allein wenige Sekunden vor dem Peloton gehalten hatte, wenige Tage später siegte sie beim Grand Prix de Wallonie. 2024 wusste sie die beiden Rennen des luxemburgischen Festivals Elsy Jacobs zu gewinnen. Erneut für die Olympische Sommerspiele nominiert, belegte sie in Paris im Einzelzeitfahren den 18. Platz und im Straßenrennen den 10. Platz. Zum Abschluss der Saison 2024 sicherte sie sich mit zwei Tageserfolgen auch die Gesamtwertung der Tour of Chongming Island.
Zur Saison 2025 erhielt Lach einen Vertrag beim Team SD Worx-Protime, wo sie die durch das Karriereende von Christine Majerus entstandene Lücke füllen soll.

## Privates
Marta Lach hat fünf Brüder. Gemeinsam mit ihrem jüngsten Bruder Michał, der ebenfalls Radsportler ist, trat sie 2020 in der polnischen Ausgabe von Wer wird Millionär? an. Sie studierte Sportwissenschaften an der Sporthochschule Krakau (AWF Kraków). Die niederländische Radrennfahrerin Marianne Vos ist ihr großes Vorbild.

## Erfolge
2014
- Polnische Junioren-Meisterin – Straßenrennen

2019
- U23-Europameisterschaft – Straßenrennen
- eine Etappe Festival Elsy Jacobs

2020
- Polnische Meisterin – Straßenrennen

2021
- La Picto-Charentaise

2022
- eine Etappe Tour de Bretagne
- eine Etappe Tour de Romandie Féminin

2023
- eine Etappe und Bergwertung Tour de Bretagne
- Choralis Fourmies Féminine
- Grand Prix de Wallonie

2024
- Festival Elsy Jacobs (Garnich)
- Festival Elsy Jacobs (Luxemburg-Stadt)
- Gesamtwertung, zwei Etappen und Punktewertung Tour of Chongming Island

2025
- Nokere Koerse
- Festival Elsy Jacobs (Garnich)
- Bergwertung Tour de Suisse